# Oveja churra
La churra es una raza ovina autóctona española originaria de Castilla. Se encuentra distribuida por la submeseta Norte, concretamente en el valle del Duero, y está presente en todas las provincias de la comunidad.
Se trata de una de las razas ganaderas autóctonas más importantes de España, tanto por su alta especialización lechera como por el elevado censo que dispone. Como origen del tronco churro, de ella proceden las razas españolas churra tensina, churra lebrijana, lacha, carranzana colmenareña, palmera, rubia del molar y sasi ardi, así como otras razas portuguesas, mexicanas, chilenas y estadounidenses. Además, estudios genéticos han demostrado que la raza merina se desarrolló mediante el cruce de ovejas churras con carneros de otras razas.
Aunque siempre se ha caracterizado por su producción lechera, en la actualidad es una oveja de aptitud mixta, pues el número de ejemplares para ambas áreas ya era similar en 2021. Su carne forma parte de la IGP Lechazo de Castilla y León y su leche se utiliza para la elaboración de quesos, como el Queso zamorano (DOP) y otros del tipo castellano, junto con las razas castellana y ojalada.

## Historia

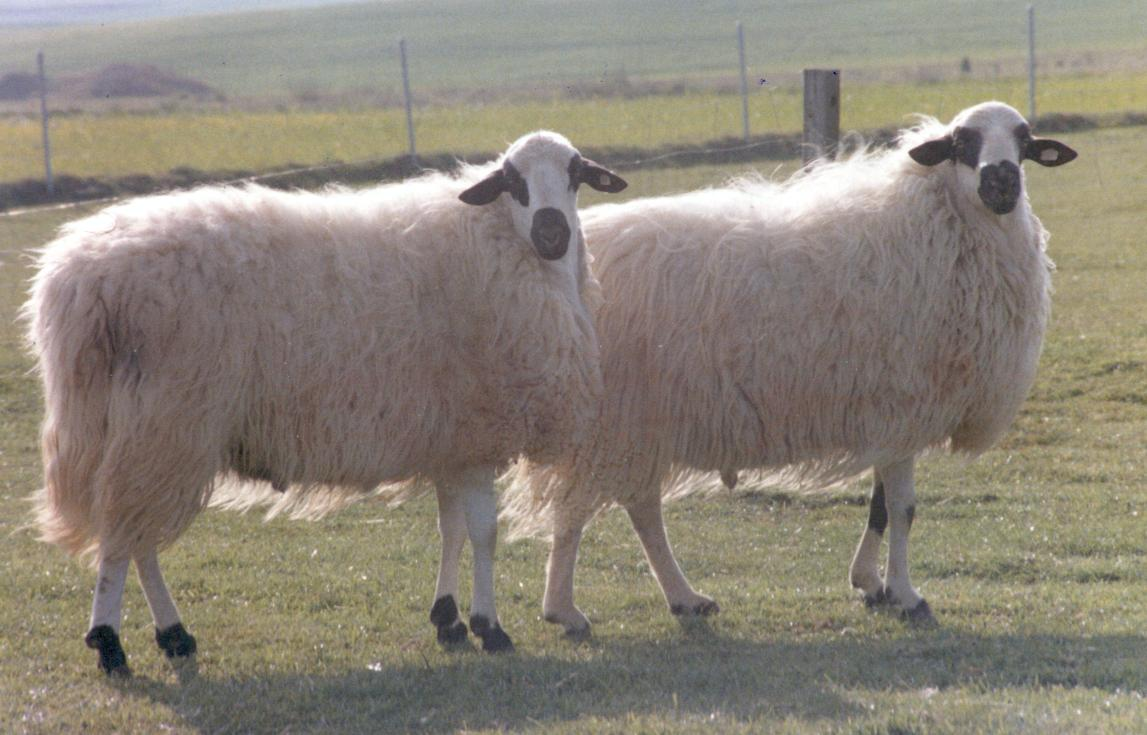
Sementales de raza churra.

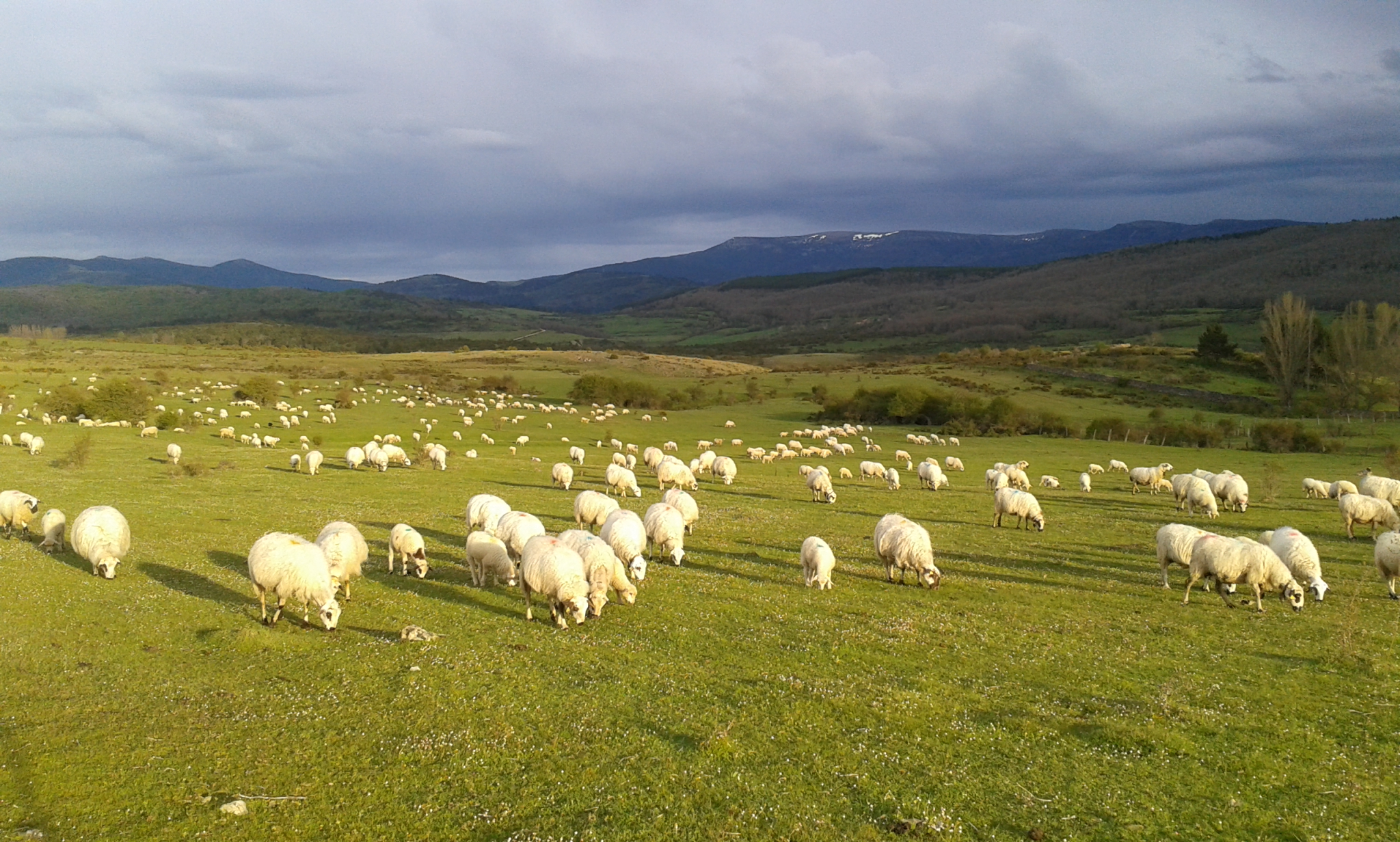
Churras en la sierra de la Demanda.

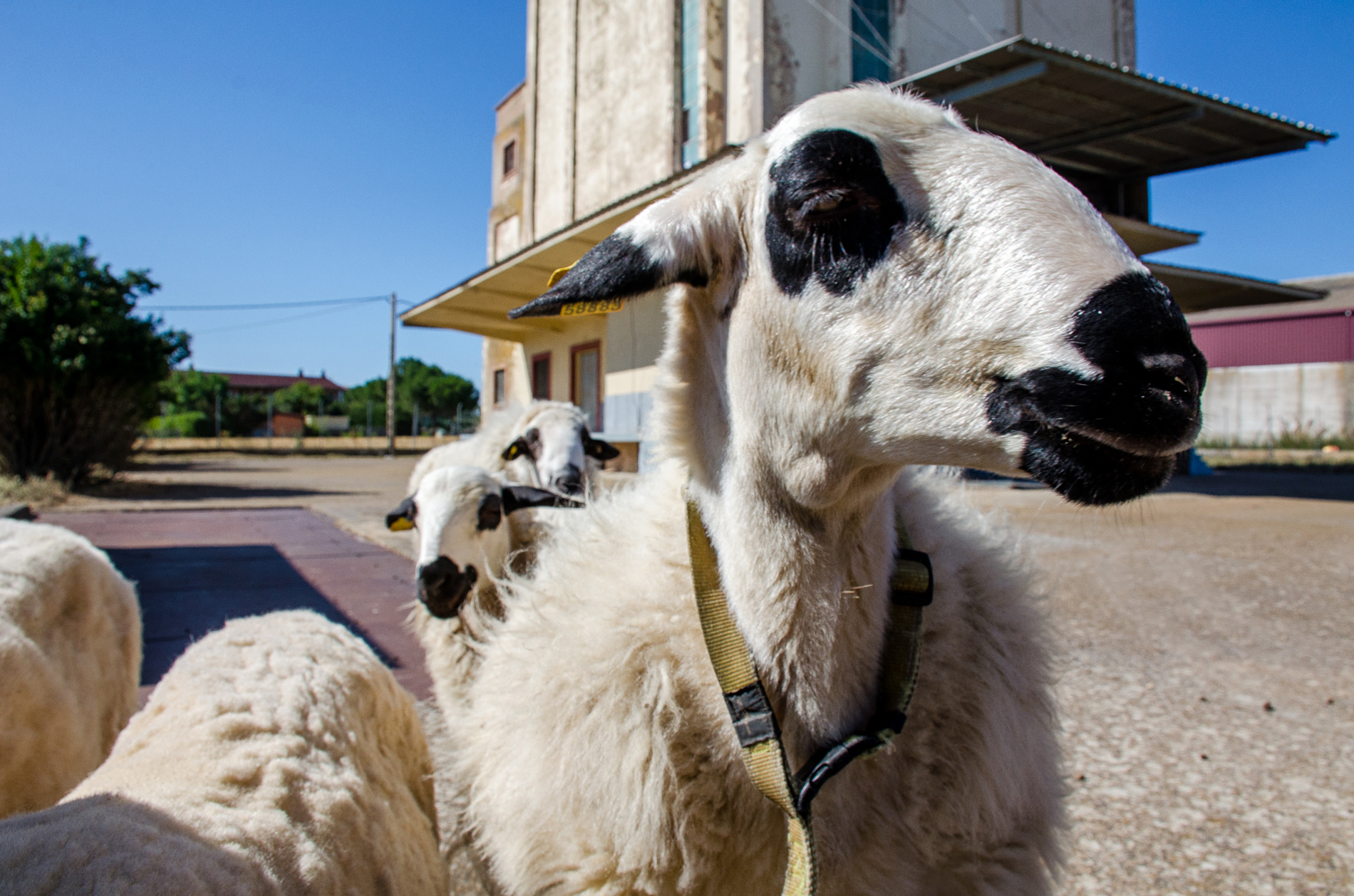
Su cabeza en detalle.

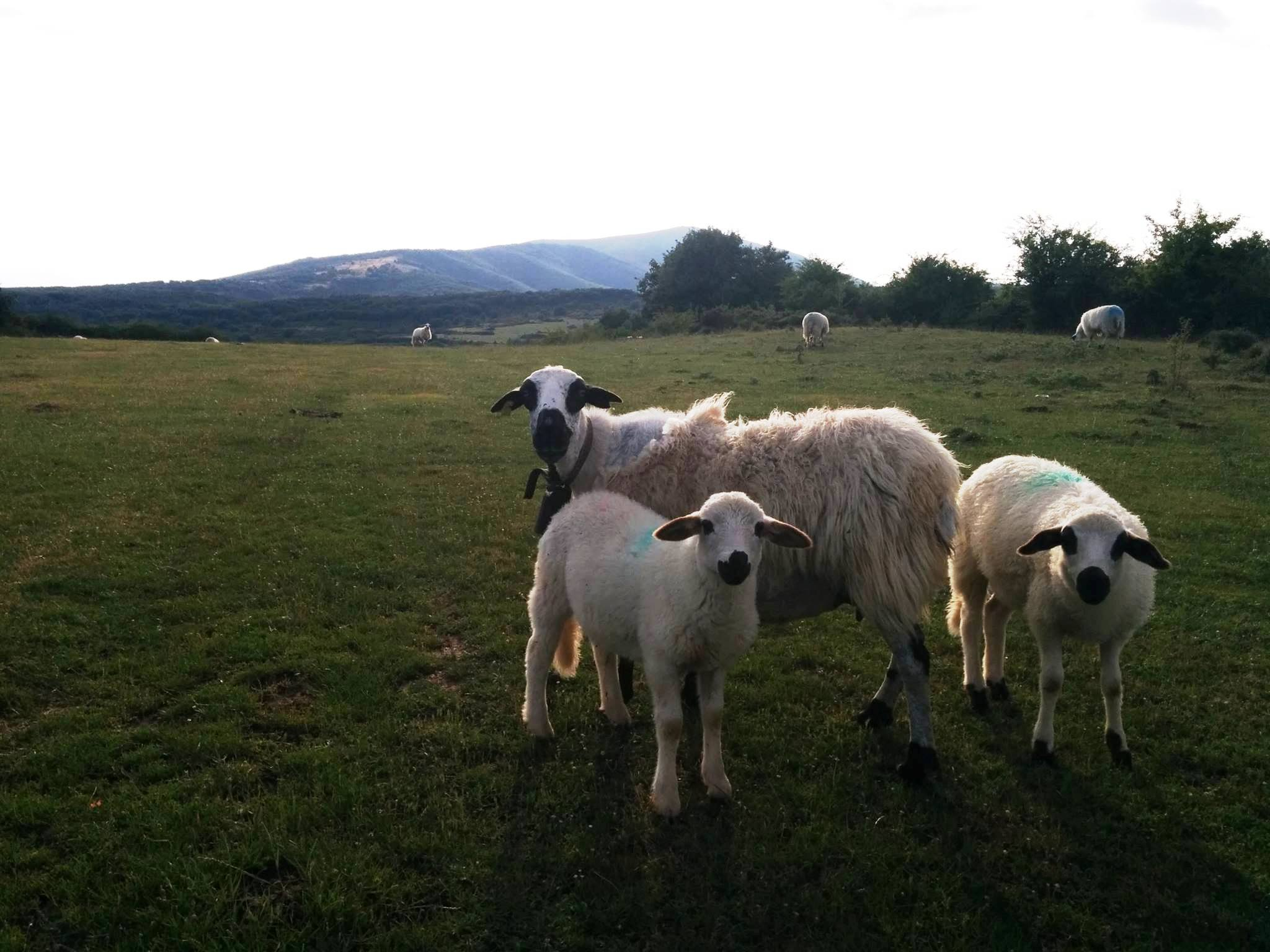
Churras en Barbadillo de Herreros.

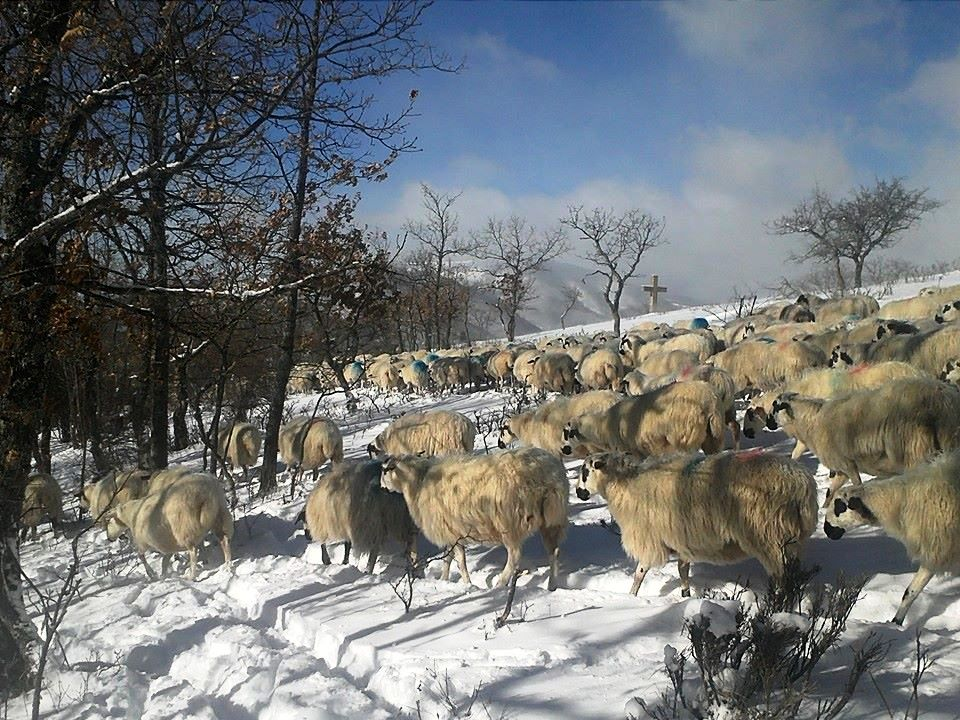
Ovejas churras en Burgos.

La churra es una de las razas más primitivas de la península ibérica, proveniente de Ovis aries celticus y da nombre al tronco churro. Parece ser que el primer pueblo que se asentó en la Meseta Norte y que era agricultor y ganadero fue el celta hacia el año 1200 a C, que explotaría los ovinos existentes. Se puede suponer que las migraciones de los pueblos centroeuropeos de la época prehistórica trajeron consigo a la península ovejas que ya explotaban, y a través de cruces con los ovinos existentes dieron como resultado la raza churra. Con la llegada de los romanos, la zona estaba habitada por los vacceos, cuya economía se basaba en la agricultura, y principalmente en la ganadería ovina churra, constituyendo la raza ovina autóctona predominante, hasta que la romanización hace que la oveja merina comience a introducirse en la meseta, y ya en la época visigoda comienzan a despreciarse los rebaños de ovejas churras o bastas.
Las primeras referencias históricas de la raza se establecen en la Edad Media, en grabados de libros del rey Alfonso X de Castilla, donde aparecen ovinos identificables como churros. Este monarca termina de implantar en la zona la raza merina, constituyendo en comarcas como la Tierra de Cuéllar importantes emporios ganaderos que abastecen los telares de Flandes a través de los puertos del Cantábrico, y hasta el reinado de los Reyes Católicos no se habla de otra raza que de la merina. Con las libertades proporcionadas con las leyes de los Reyes Católicos, la raza merina deja de tener el monopolio, y la raza autóctona volvió a tomar cierto papel.
Aunque durante muchos años estuvo oscurecida por la preponderancia de la raza merina, siempre tuvo un alto significado económico en las explotaciones agrícolas del norte de las regiones de León y Castilla la Vieja. Hasta finales del siglo XIX no hubo preocupación por su manejo y estaban destinadas principalmente al aprovechamiento de subproductos del campo, de eriales y baldíos. No fue hasta el siglo XX cuando se comenzaron a establecer los primeros planes de mejora. A comienzos del siglo, la churra despierta el interés por sus cualidades lecheras y comienzan a establecerse rebaños para esta aptitud. El Servicio de Mejora Ganadera Provincial de Palencia creó en 1909 el primer rebaño de selección, en 1945 se creó otro en Valladolid y en 1962 otro en Burgos, todos con la finalidad de producción láctea.
En 1973 se fundó la Asociación Nacional de Criadores de Ganado Ovino Selecto de Raza Churra (ANCHE), que desde 1975 se encargó de la llevanza del libro genealógico, y desde que se creó en 1979 el Catálogo Oficial de Razas de Ganado de España siempre ha formado parte del grupo de razas de fomento. Desde entonces ANCHE se ha encargado de controlar la pureza de los ejemplares, de establecer programas de mejora, de promover y proyectar la raza y de adaptar los protocolos a las nuevas legislaciones ganaderas.

## Características
Se trata de animales de aspecto rústico, adaptados al clima continental de Castilla y León, donde se producen largos y duros inviernos, primaveras muy cortas y veranos secos y calurosos. Son de perfil ligeramente subconvexo, proporciones alargadas y tamaño medio, aunque existen ecotipos de formas más pequeñas. Con cabeza armónica con el resto del cuerpo, cara estrecha y larga y orejas de longitud media insertadas horizontalmente y muy móviles. Cruz ligeramente destacada del perfil del tronco, y extremidades bien aplomadas y finas. El formato varía mucho de una zona a otra, pudiendo oscilar el peso de las hembras entre 25 y 70 kg, y el de los machos de 30 a 110 kg, aunque generalmente presentan pesos de 73 kg en los machos y de 66 kg en las hembras y una altura a la cruz de 81 cm y 68 cm machos y hembras respectivamente. Los ecotipos de Salamanca y Sayago no pasan de 45–50 kg los machos y 30–35 kg las hembras.
Su piel es delgada, y en las zonas en las que carece de lana, se cubre de pelo fino. De capa blanca, con coloración centrífuga en negro o rojo en orejas, ojos, labios, hocico y partes distales de las extremidades. De forma poco frecuente aparecen animales negros. El vellón es desflecado,  y cubre todo el cuerpo excepto la cabeza y las extremidades. Puede ser blanco o negro dependiendo de la capa, y está integrado por mechas cónicas, puntiagudas y largas, de 25 a 30 cm. Su lana es abierta y basta, de fibra gruesa, muy adecuada para la fabricación de colchones.
Su gran aptitud lechera hace que el principal uso de la raza haya sido siempre la producción de leche, aunque en 2021 las cabezas dedicadas tanto al sector lechero como al cárnico estaban muy igualadas, pues de las 114 000 ovejas inscritas en ANCHE a finales de ese año, más de 28 400 estaban en control lechero, y 25 800 en el control de producción de carne (lechazos). Su carne se comercializa desde 1997 bajo la indicación geográfica protegida (IGP) Lechazo de Castilla y León, junto a la de las razas castellana y ojalada, mientras que con su leche se elaboran gran variedad de quesos, entre los que destaca el Queso zamorano (DOP), así como otros de tipo castellano.

## Distribución
El área de ocupación de la raza churra se circunscribe en su mayor parte al norte del río Duero, y está presente en todas las provincias de la comunidad. Su censo actual está muy por debajo del que tuvo hace unas décadas: en 1986 el censo era de 1 770 530 cabezas. Uno de los motivos por los que su censo ha disminuido tanto es su empleo frecuente para cruzamientos con otras razas lecheras, con el fin de mejorar sus aptitudes lechera y cárnica. Desde los años 1970 se ha cruzado intensamente con la assaf, muy presente en Castilla y León, aunque también con otras españolas como la merina, manchega o castellana, así como con otras no autóctonas, como la milchschaf, la awassi, la sarda, la Île-de-France, berrichon o la lacaune, terminando en muchas ocasiones con la absorción de la raza autóctona por la foránea.
En el año 2019 ANCHE tenía inscritas 147 ganaderías, de las cuales 77 estaban destinadas a la producción de carne y 70 a la de leche, y censados un total de 118 419 ejemplares. En lo que respecta a las provincias, destaca por ser la de mayor número la de Burgos, con 47, seguida de Palencia con 29, Zamora con 24, León con 15, Segovia con 12, Valladolid con 11, y Salamanca y Soria con 4 cada una. Tanto el número ganaderías como el de ovejas descendió en 2021, cuando ANCHE contaba con 133 ganaderos asociados y 114 000 ovejas inscritas.
Su censo ha sido regresivo desde la mecanización del campo, la revolución del sector industrial y la expansión de ganaderías dedicadas a otras especies, al igual que ocurre con el resto de razas ovinas autóctonas, pero parece que se ha estabilizado en los últimos años. Sin embargo, preocupa la cruza que muchos ganaderos hacen de su ganado con otras razas de mayores producciones buscando mayores rendimientos de forma rápida, porque esta práctica repercute de manera negativa en su censo.

## Regionalismo churro
La importancia que tuvo la raza en la provincia de Segovia queda constatada en la comarca La Churrería (que también incluye un municipio vallisoletano), denominada así tradicionalmente por la influencia del ganado.  De ella proceden diferentes conceptos diferenciales estudiados, como la arquitectura pastoril (chozos) o el traje regional churro una indumentaria típica de labradores, que aunque comparte las principales características del traje regional segoviano, tiene peculiaridades propias y continúa estando muy presente en la comarca, principalmente en Campaspero (donde sus habitantes son llamados churros de forma peyorativa), y en la Tierra de Cuéllar, donde se ubican la mayor parte de localidades que la conforman. En la comarca ha tenido importancia la industria textil y el oficio de tejedores, ligada a la lana de las ovejas.
El vocablo churro significa labriego o labrador, que indica una condición ligada con la agricultura. Según la RAE, churros también se les denomina a los aragoneses y a los habitantes de la parte montañosa del reino de Valencia. Otros conceptos acuñados a partir de la raza son la carreta churra o la vaca churra. Además, existe la expresión castellana «no mezclar churras con merinas» cuando se quiere decir que alguien se está equivocando al mezclar temas o personas que nada tienen que ver.

## Otras razas churras

Ejemplar de raza churra tensina.

Son numerosas las razas que se han generado a lo largo de los siglos a partir de este tronco churro. De esta manera, en España podemos encontrar dos variedades catalogadas oficialmente como razas en peligro de extinción. Por un lado está la churra tensina, originaria del Pirineo central de Huesca. Toma el nombre del valle de Tena y se distribuye desde el valle del Aragón hasta el valle de Bielsa, aunque sus centros importantes se localizan en los valles de Broto y de Vió. Por otro lado está la churra lebrijana, que toma su nombre del municipio sevillano de Lebrija, y está localizada en las zonas bajas del curso del río Guadalquivir, fundamentalmente en las provincias de Huelva y Sevilla. También se hace diferencia con otras dos variedades: la churra de Tierra de Campos, como la genuina y más depurada, y la churra sayaguesa, de menor formato pero de características más sobresalientes. También pertenecen al tronco churro las ovejas lacha, carranzana colmenareña, palmera, rubia del molar y sasi ardi. Además, a la raza ojalada en la provincia de Soria se la denomina erróneamente churra soriana. Portugal tiene reconocidas diferentes razas procedentes del tronco churro: la churra algarvia, la churra badana, la churra do campo, la churra galega bragançana branca, la churra galega bragançana preta, la churra galega mirandesa, la churra do minho, la churra da Terra Quente y la churra mondegueira.
En el continente americano encontramos varias razas descendientes de los ovinos churros que se llevaron a partir del siglo XVI para alimentar a los ejércitos, encomenderos y colonos españoles. Populares en la zona del valle del río Bravo ya en el siglo XVII, fueron adquiridas por pueblos como el navajo, el hopi y otras etnias indígenas americanas a través del comercio, constituyendo la raza navajo churro, que pronto se convirtió en una parte importante de la economía y cultura navaja, razón a la que debe su nombre actual, aunque se le suele denominar churro para abreviar. Otras razas las encontramos en la zona hispana, como el borrego Chiapas de México, que cría tradicionalmente el pueblo indígena de los tsotsiles, en Los Altos de Chiapas, estando vinculada genéticamente a su variedad blanca, cuyo aspecto físico es similar al de la churra, y conserva la pigmentación centrífuga negra; o el criollo chilote en Chile. Las ovejas churras llevadas a América procedían concretamente de la raza churra lebrijana.
|                 |
| Criollo chilote |

|                |
| Churra algarve |

|                   |
| Churra bragançana |

|               |
| Navajo churro |